# DRFG Superliga malého fotbalu 2017/2018
DRFG Superliga malého fotbalu 2017/2018 byla 3. ročníkem nejvyšší české soutěže v malém fotbale. Mezi zářím 2017 a červnem 2018 se v něm utkalo 8 týmů systémem dvakrát každý s každým. Vítězem ročníku se stal Staropramen Praha, který získal svůj historicky druhý titul.

## Týmy
- Brno
- Jihlava
- Most
- Olomouc
- Pardubice
- Pivovar Č. H. Blanensko
- Příbram
- Staropramen Praha

## Konečná tabulka
| Poř. | Tým                     | Z  | V  | R | P  | VG | OG | B  |
| ---- | ----------------------- | -- | -- | - | -- | -- | -- | -- |
| 1.   | Staropramen Praha       | 14 | 10 | 1 | 3  | 59 | 39 | 31 |
| 2.   | Pardubice               | 14 | 8  | 1 | 5  | 57 | 50 | 26 |
| 3.   | Brno                    | 14 | 8  | 1 | 5  | 55 | 51 | 26 |
| 4.   | Pivovar Č. H. Blanensko | 14 | 7  | 1 | 6  | 78 | 50 | 22 |
| 5.   | Olomouc                 | 14 | 7  | 0 | 7  | 68 | 65 | 21 |
| 6.   | Most                    | 14 | 7  | 0 | 7  | 67 | 67 | 21 |
| 7.   | Jihlava                 | 14 | 5  | 0 | 9  | 60 | 76 | 15 |
| 8.   | Příbram                 | 14 | 2  | 0 | 12 | 37 | 83 | 6  |

|  | Vítěz |

## Výsledky
|                         | BNO | JIH  | MST  | OLO | PCE | BLA | PRI | PRA |
| ----------------------- | --- | ---- | ---- | --- | --- | --- | --- | --- |
| Brno                    | XXX | 7:3  | 6:8  | 3:2 | 2:6 | 4:2 | 6:2 | 2:1 |
| Jihlava                 | 3:6 | XXX  | 3:4  | 8:5 | 2:4 | 6:3 | 6:2 | 4:5 |
| Most                    | 3:4 | 4:5  | XXX  | 7:5 | 2:3 | 7:3 | 9:3 | 4:5 |
| Olomouc                 | 5:3 | 10:6 | 5:3  | XXX | 4:1 | 3:6 | 4:1 | 5:2 |
| Pardubice               | 6:2 | 7:4  | 4:5  | 3:7 | XXX | 3:8 | 4:2 | 1:1 |
| Pivovar Č. H. Blanensko | 2:2 | 13:1 | 13:2 | 8:5 | 4:7 | XXX | 4:2 | 7:1 |
| Příbram                 | 5:8 | 1:8  | 2:6  | 7:5 | 1:3 | 4:3 | XXX | 1:7 |
| Staropramen Praha       | 3:0 | 5:1  | 6:3  | 7:3 | 6:2 | 3:2 | 7:4 | XXX |

## Statistiky

### Střelci
| Pořadí | Hráč            | Klub                    | Góly |
| ------ | --------------- | ----------------------- | ---- |
| 1.     | Ondřej Paděra   | Pivovar Č. H. Blanensko | 40   |
| 2.     | Jan Koudelka    | Pivovar Č. H. Blanensko | 38   |
| 3.     | Jiří Beran      | Pardubice               | 24   |
| 4.     | Jakub Göth      | Jihlava                 | 21   |
| 4.     | Martin Boček    | Most                    | 21   |
| 5.     | Robin Demeter   | Jihlava                 | 19   |
| 5.     | Jiří Sodoma     | Staropramen Praha       | 19   |
| 5.     | Tomáš Režný II. | Olomouc                 | 19   |

### Vychytané nuly
| Pořadí | Brankář          | Klub              | Vychytané nuly |
| ------ | ---------------- | ----------------- | -------------- |
| 1.     | Jaroslav Bellada | Staropramen Praha | 1              |
| 1.     | Zdeněk Sára      | Brno              | 1              |
| 1.     | Vlastimil Mičjan | Pardubice         | 1              |
| 1.     | Petr Víšek       | Staropramen Praha | 1              |